# 和震
和震（1543年—？），字起甫，河南開封府祥符縣民籍河陰縣人，明朝政治人物。

## 生平
隆慶四年（1570年）庚午科河南鄉試第七十九名，萬曆五年（1577年）丁丑科會試第二百八十四名，登三甲第一百七十名進士。授陕西渭南縣知縣，居三年，丁憂歸。補山西临汾县知县。选授兵科給事中，奏安民弥盗六事。十六年十月升山东按察司佥事，遷山西参议，二十一年七月被山西巡抚吕坤弹劾，降调。

## 家族
曾祖和晛，曾任教授；祖父和春，曾任學正；父和頴。母王氏。慈侍下。弟雲、靄。